# Мантулин, Фёдор Михайлович
Фёдор Миха́йлович Манту́лин (1880, д. Гапоново, Курская губерния — 1906, Москва) — русский рабочий, участник Декабрьского вооружённого восстания 1905 года в Москве.

## Биография
Фёдор Мантулин родился в 1880 году в деревне Гапоново Курской губернии в крестьянской семье. С 1894 года работал на сахарном заводе в Курской губернии. С 1903 году работал машинистом на Даниловском сахарорафинадном заводе в Москве. В 1904 году стал членом РСДРП. Занимался на заводе революционной деятельностью. В октябре 1905 года по поручению Московского комитета РСДРП организовал боевую дружину завода. Эта дружина принимала участие в охране рабочих собраний и траурной процессии на похоронах Н. Э. Баумана. В ноябре 1905 года Мантулин стал членом Московского совета и штаба рабочих дружин на Пресне. Принимал участие в боях на баррикадах в районе Горбатого моста и Московского зоопарка. 18 декабря был захвачен отрядом Семёновского полка. Расстрелян без суда 19 декабря 1905 (1 января 1906 года) во дворе завода.

## Память

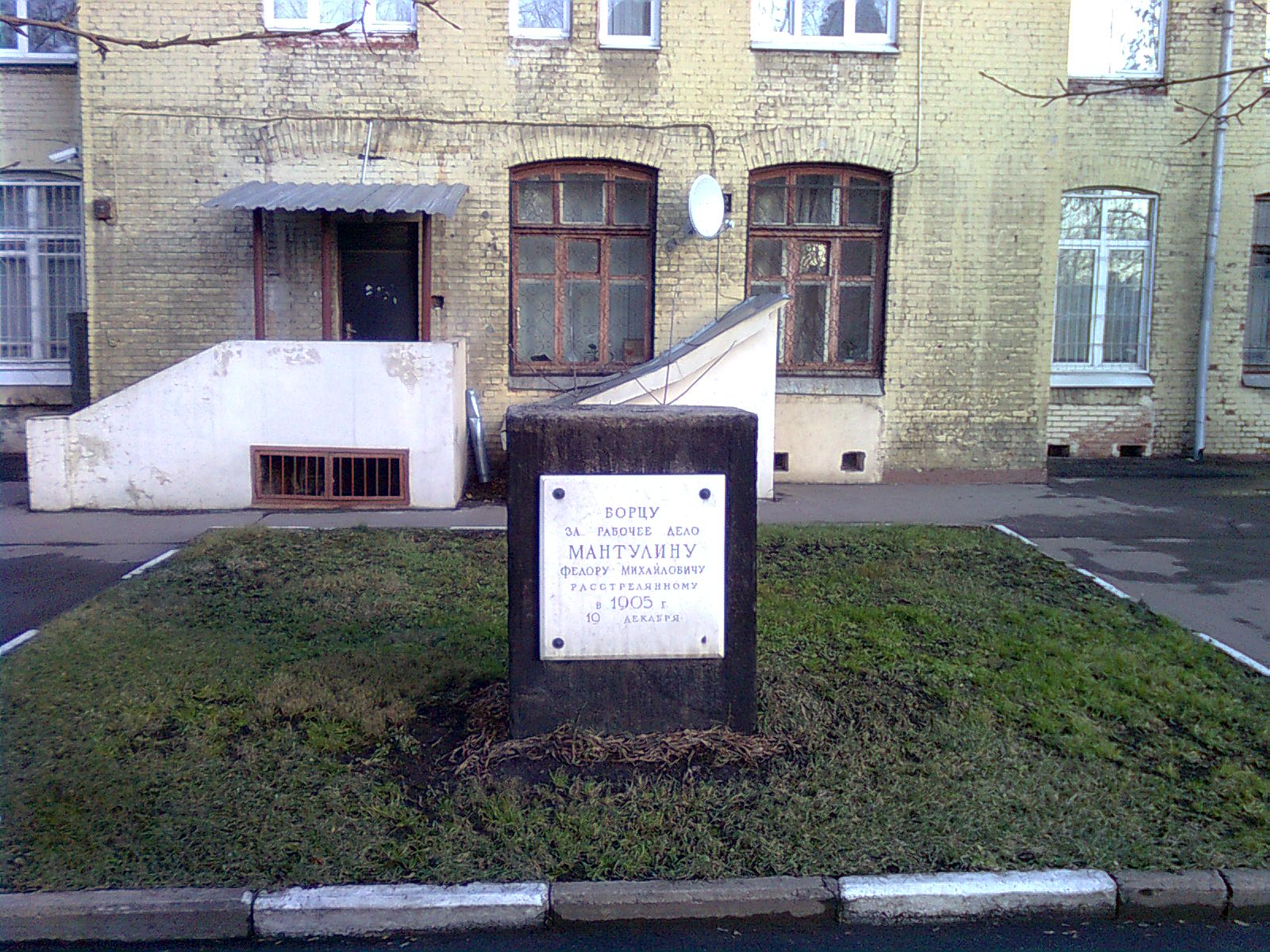
Памятный знак на месте расстрела Ф. М. Мантулина во дворе дома № 24 по Мантулинской ул.

В 1920 году на месте гибели Фёдора Мантулина был установлен памятный знак с надписью «Борцу за рабочее дело Мантулину Федору Михайловичу, расстрелянному в 1905 году 19 декабря». В 1922 году его честь был переименован Краснопресненский сахарорафинадный завод имени Мантулина — бывший Даниловский сахарорафинадный завод, на котором он работал. 15 января 1931 года его имя получила Мантулинская улица (ранее — Студенецкий переулок, Студенецкая улица).